# Josef Petřík (geodet)
Josef Petřík (22. březen 1866 Praha–16. květen 1944 tamtéž) byl český geodet a vysokoškolský pedagog, který se stal profesorem geodézie na Českém vysokém učení technickém v Praze. Pro akademický rok 1926–1927 byl zvolen rektorem ČVUT.

## Život a dílo
Absolvoval první českou reálku v Ječné ulici, kde maturoval v roce 1884. Poté studoval na stavebním odboru císařské a královské české vysoké školy technické v Praze. Studium zakončil druhou státní zkouškou v roce 1890. Absolvoval jednoroční vojenskou službu. V roce 1891–1892 se podílel na mapování města Písku pro účely katastru nemovitostí, které vedl František Novotný. Zde byla poprvé použita metoda polygonových pořadů pro číselné určení souřadnic podrobného bodového pole. V dalších letech spolupracoval s Ing. Novotným na polohopisném mapování měst Roudnice nad Labem, Kostelec nad Orlicí a Louny. Po složení autorizačních zkoušek v roce 1895 pracoval jako stavbyvedoucí horské silnice v Korutanech. Ve stejném roce postihlo město Lublaň zničující zemětřesení a Josef Petřík přešel na stavební úřad města, kde mimo jiné vybudoval novou trigonometrickou a polygonovou síť města.
Později pracoval na vodních stavbách u firmy Vojtěcha Lanny mladšího a u firmy Vering-Hamburg. Od roku 1899 byl zaměstnancem Kanceláře pro kanalizování řek Vltavy a Labe. Zpracoval mapové podklady pro projekt kanálu Vltava – Dunaj v úseku České Budějovice – Velenice a pro projekty zdymadel na Vltavě v úseku Roudnice nad Labem – Mělník.

### Pedagogická činnost
V akademickém roce 1900–1901 byl povolán na Císařskou a královskou českou vysokou školu technickou v Praze, aby suploval přednášky z geodézie a nauky o katastru za profesora Josefa Líčka, který odešel na českou techniku v Brně. V roce 1904 habilitoval prací Užití methody nejmenších čtverců při výpočtu nivellací. V roce 1905 byl jmenován mimořádným a v roce 1910 řádným profesorem nižší geodézie a nauky o katastru. Byl též pověřen vedením Ústavu praktické geometrie.
Zasloužil se o rozvoj studia geodézie a jeho jednotlivých oborů. V roce 1906 zřídil samostatný předmět pro pozemkové úpravy. V roce 1911 pak osamostatnil i nauku o zastavovacích plánech, což vedlo ke vzniku samostatného předmětu stavební geodézie. Podílel se na tvorbě českého geodetického názvosloví. Přispěl i k rozšíření studia geodézie ze čtyř na šest semestrů v roce 1927. Celkem sedmkrát byl zvolen děkanem a pro akademický rok 1926–1927 rektorem ČVUT. Na odpočinek odešel v září 1936.
Mezi jeho žáky a nástupce patřil Pavel Potužák.

### Spolková činnost
- v letech 1912–1933 byl předsedou Spolku českých zeměměřičů,
- v roce 1930 byl zvolen místopředsedou Mezinárodní federace zeměměřičů (La fédération internationale des géomètres - FIG),
- ve stejném roce byl zakládajícím členem a prvním předsedou Společnosti pro fotogrammetrii (dnes Společnosti pro fotogrammetrii a dálkový průzkum),[3]
- v letech 1931–1934 byl předsedou Národního komitétu geodetického a geofyzikálního

### Ocenění díla
- 1927 Řád akademických palem
- 1935 čestný titul doktora technických věd (Dr.h.c.) Českého vysokého učení technického v Praze [4]
- 1936 Rytíř řádu Čestné legie.

## Spisy
- Užití methody nejmenších čtverců při výpočtu nivellací, Praha : nákladem Spolku posluchačů inženýrství, 1902
- Základy geodesie nižší, Praha : Vydává R. Hambalík, 1903 – přednášky, pozdější vydání: 1914, 1921
- Předpisy měřičské, Praha : Spolek posluchačů inženýrství na čes. vys. škole techn., 1906, 1912
- Scelování pozemků, Praha : vlastní náklad, 1915
- dále byl autorem přednášek o geodetických výpočtech, pozemkovém katastru apod.

Publikoval například v časopisech Zeměměřický věstník a Technický obzor. V Technickém obzoru působil v letech 1904–1907 jako technický redaktor a v letech 1907–1913 jako redaktor odborný. Byl rovněž přispěvatelem do prestižního francouzského časopisu Journal des Geométres – Experts.
Jeho koníčkem byly dějiny geodézie, o kterých publikoval asi 50 článků a statí.